# كاتدرائية خلاص الشعب
كاتدرائية خلاص الشعب هي كنيسة أرثوذكسية شرقية قيد الإنشاء تقع في بوخارست، رومانيا.